# Jae Millz
Jae Millz, de son vrai nom Jarvis Mills, né le 11 septembre 1983 à Harlem, New York, est un rappeur américain, membre du label de Lil Wayne Young Money Entertainment et de Cash Money Records. Son premier album, intitulé Nothing Is Promised, est annoncé pour 2015. Millz est connu pour avoir participé à des battles contre d'autres rappeurs comme Murda Mook, E Ness, 40 Cal. et JR Writer.

## Biographie
Originaire du quartier de Washington Heights, Jae découvre la musique avec les disques de ses parents (Barry White, Al Green et Prince, entre autres). C'est en 1997, alors qu'il fréquente la New York High School for Cartoon and Fashion Architecture, que Jae Millz perfectionne ses capacités lyriques dans la salle à manger. Le MC de 15 ans se fait connaître en participant à des battles. En 2003, il publie son premier single, No, No, No, qui est largement diffusé en radio et se classe 89e au Hot R&B/Hip-Hop Songs. Après le succès de ce titre, Warner Bros. lui offre un contrat mais, en raison de divergences artistiques, Jae Millz quitte le label sans avoir enregistré d'album. Peu après, il signe chez Universal Records, qu'il quitte également en raison d'un manque de promotion. En 2004, il publie le single Streetz Melting qui figure sur la bande son du jeu vidéo NBA Live 06.
En janvier 2008, il signe au label Young Money Entertainment et fait un caméo dans le clip de Lollipop, un titre de Lil Wayne extrait de son album Tha Carter III. En décembre 2009 sort l'album We Are Young Money sur lequel Jae Millz fait huit featurings. L'album se classe 9e au Billboard 200, écoulé à 142 000 exemplaires la première semaine et est certifié disque d'or par la Recording Industry Association of America (RIAA).
Son premier album studio, Nothing Is Promised, est annoncé en 2013 pour une sortie en 2015. Millz explique que le titre de l'album se réfère à ses problèmes de santé : « Le titre se réfère à mes problèmes d'épilepsie que j'ai eu il y a quelques années. J'en ai souffert pendant mon sommeil. C'est comme si tu te réveillais et que tu ne savais pas ce qu'il se passe. » Le premier single de l'album, Forever Winning, est publié en juillet 2011 et fait participer Lil Wayne. Sa nouvelle mixtape, Dead Presidents 2, est publié le 4 février 2013, et compte plus de 18 000 téléchargements en une journée sur le site web DatPiff.
En 2013, et depuis 2004, Jae Millz compte 18 mixtapes. Le 19 avril 2013, Millz publie sa vingtième mixtape officielle, Property of Potentness 2 qui fait participer Birdman, Gucci Mane, Smoke DZA, et Harry Fraud et LoudxPack à la production.

## Démêlés judiciaires
En avril 2010, alors qu'il se rendait au concert XXL's 2010 Freshmen, Jae Millz est arrêté dans le New Jersey pour conduite sans permis. Le 18 mai 2010, il est arrêté dans le Bronx pour violence conjugale et possession d'une substance illégale.

## Discographie

### Mixtapes
- 2005 : The Statue
- 2006 : Back 2 Tha Future Vol. 1
- 2007 : The Time Is Now
- 2007 : Zone Out Season
- 2009 : Zone Out Season 2
- 2009 : The Virgo: He Nasty
- 2010 : The Flood Warning
- 2010 : The Flood
- 2010 : The Flood Continues
- 2010 : The Virgo Part 2: He Still Nasty
- 2010 : Dead Presidents
- 2010 : The Flood Never Ended
- 2011 : The Virgo Part 3: He Even Nastier
- 2011 : Potent Music
- 2011 : The Flood: Category 5
- 2011 : Live From A Dispensary
- 2012 : The Virgo Part 4: How Nasty Can He Get
- 2012 : Property of Potentness
- 2013 : Dead Presidents 2
- 2013 :  R.O.T.S.
- 2014 : 1990+